# Conus mcgintyi
Conus mcgintyi är en snäckart som beskrevs av Henry Augustus Pilsbry 1955. Conus mcgintyi ingår i släktet Conus och familjen kägelsnäckor. Inga underarter finns listade i Catalogue of Life.